# Нептун (фонтан во Флоренции)
Фонта́н «Непту́н» (итал. Fontana del Nettuno) — фонтан в итальянском городе Флоренция, расположенный на площади Синьории перед Палаццо Веккьо.
Изготовленный из мрамора и бронзы по проекту Баччо Бандинелли группой итальянских скульпторов, фонтан был введен в эксплуатацию в 1565 году.

## История
В 1559 году, когда к Флоренции подводили новый акведук для создания в городе водопровода, герцог Козимо I Медичи объявил конкурс на проектирование общественного фонтана, в квартале, где особенно ощущался недостаток воды. В конкурсе приняли участие самые известные художники Флоренции: Бенвенуто Челлини, Баччо Бандинелли, Винченцо Данти, Джамболонья, Бартоломео Амманати, Франческо Москино и Винченцо де Росси. Но после того, как в 1560 году скончался Бандинелли, заказ на строительство Фонтана Нептуна был передан Амманати, который пользовался покровительством жены герцога Козимо I Медичи Элеоноры ди Толедо.
Беломраморная скульптура Нептуна широко известна во Флоренции. Огромный размер, странные пропорции статуи, разномасштабность фигуры морского бога, тритонов и нимф дали флорентийцам повод именовать скульптуру иронично, но всё же любовно: «Бьянконе» (итал. Il Biancone — Белый великан). Гипертрофированные пропорции: огромная голова, широкие плечи, как и фигуры трубящих в раковины тритонов, буквально «застрявших» между ног «Белого великана», демонстрируют характерные особенности маньеристической скульптуры и архитектуры второй половины XVI века во Флоренции — «тенденцию смешения масштабов, несоразмерности и даже несуразности отношений величин». Это особенно заметно при сравнении «Бьянконе» с находящимся неподалёку, здесь же, на Пьяцца Синьория Давидом Микеланджело: две эпохи (Высокое Возрождение и маньеризм), два стиля и два по-своему выдающихся художника.
Фигура Нептуна высотой 4,2 метра, изготовленная из апуанского мрамора, была завершена в 1565 году к свадьбе Франческо Медичи I с великой герцогиней Иоанной Австрийской. Современники отмечали, что лицо Нептуна напоминало лицо великого герцога Козимо I.
«Нептуна» Амманати подвергали резкой критике, как со стороны соперников (комментарий Челлини, который в своей автобиографии охарактеризовал художника как «достойного» последователя ненавистного Баччо Бандинелли), так и со стороны интеллектуалов двора Медичи: «Амманати смог показать свои способности с большим трудом, поэтому простые люди придумали для статуи название „Бьянконе“, под которым она известна до сих пор, а это означает, что единственная поразительная вещь в этой скульптуре — белый мрамор, в дополнение к насмешливому рефрену „Амманато, Амманато, сколько мрамора ты испортил!“ (Ammanato, Ammanato, Quanto bel marmo t’hai sciupato!)». Фраза приписывается Бенвенуто Челлини, яростному конкуренту Амманати.
Работа над бассейном и другими элементами фонтана (в том числе из бронзы) потребовала ещё почти десять лет. Постамент, на котором находится статуя, расположен в центре восьмиугольного бассейна. Он украшен мифическими фигурами Сциллы и Харибды. По углам бассейна находятся морские божества — Фетида, Дорида, Океан и Нерей работы Джованни да Болоньи в стиле маньеризма. Последняя работа над украшением грандиозного сооружения была завершена в декабре 1574 года. Статуя, находящаяся в настоящее время в фонтане — является копией, сделанной в 1800-х годах, когда оригинал был перенесен в Национальный музей.
В Италии, окружённой морями, бог моря Нептун является частой темой для фонтанов, которых в стране существует более десятка, в частности, ещё один фонтан существует во Флоренции, а также в Болонье, Мессине, Риме и других городах.

## Изменения и вандализм
На протяжении многих веков фонтан претерпел многочисленные повреждения и выдержал ряд реставраций. В XVI веке он использовался как место для стирки одежды и мытья вещей горожанами, и был повреждён в январе 1580 года. В 1592 году вокруг него были установлены защитные ограждения. Мемориальная доска на стене Палаццо Веккьо, датируемая 1720 годом, запрещала загрязнять бассейн, мыть в нём чернильницы, ткани или другие вещи, а также бросать в него мусор.
Во время карнавала в 1830 году была украдена статуя Сатира, выполненная Джованни да Болоньей, которая так и не была найдена.
Фонтан был поврежден вандалами в ночь на 5 августа 2005 года, которые разрушили часть скульптур, восстановленные только летом следующего года. В конце 2007 года произошла очередная попытка вандализма подростками, что зафиксировали камеры видеонаблюдения и полиция быстро отреагировала на эти действия. В сентябре в сентябре 2016 года началась общая реставрация сооружения, которая завершилась в 2018 году — в этот период времени фонтан находился в лесах и был огорожен.
- Фонтан Нептуна
- «Белый гигант». Фигура Нептуна фонтана во Флоренции. 1560—1565. Мрамор. Скульптор Б.Амманати
- Голова статуи
- Деталь фонтана
- Нереида. Скульптор Джамболонья. Бронза
- Сатир. Деталь фонтана. Скульптор Джамболонья. Бронза
- Сатир (?)
- Фигура Нептуна после вандализма 2005 года

## Память
- Флорентийский фонтан Нептуна был изображен на почтовой марке Италии в 1992 году[8].